# Кубок ярмарок 1961/1962
Четвёртый Кубок ярмарок вновь был разыгран в один сезон с 1961 по 1962 год. В турнире участвовали пять сборных команд городов, три из них уступили в первом раунде. Впервые в европейской истории кубков в финал попали команды из одной страны, это был испанский финал. «Валенсия» обыграла «Барселону» в двух матчах с общим счётом 7:3, она также играла и в следующих двух финалах.

## Первый раунд
| Команда 1                 | Итог | Команда 2         | 1-й матч | 2-й матч |
| ------------------------- | ---- | ----------------- | -------- | -------- |
| Милан                     | 0:2  | Сборная Нови-Сада | 0:0      | 0:2      |
| Хиберниан                 | 6:4  | Белененсиш        | 3:3      | 3:1      |
| Сборная Базеля            | 2:5  | Црвена звезда     | 1:1      | 1:4      |
| Сборная Копенгагена       | 4:9  | Динамо (Загреб)   | 2:7      | 2:2      |
| Олимпик Лион              | 6:7  | Шеффилд Уэнсдей   | 4:2      | 2:5      |
| Страсбур                  | 3:13 | МТК               | 1:3      | 2:10     |
| Ганновер 96               | 0:3  | Эспаньол          | 0:1      | 0:2      |
| Валенсия                  | 7:1  | Ноттингем Форест  | 2:0      | 5:1      |
| Сборная Западного Берлина | 1:3  | Барселона         | 1:0      | 0:3      |
| Спартак КПС (Брно)        | 3:6  | Сборная Лейпцига  | 2:2      | 1:4      |
| Юнион                     | 1:5  | Харт оф Мидлотиан | 1:3      | 0:2      |
| Кёльн                     | 4:4  | Интернационале    | 4:2      | 0:2      |
| Бирмингем Сити            | авто | —                 | —        | —        |
| Ираклис                   | авто | —                 | —        | —        |
| Лозанна                   | авто | —                 | —        | —        |
| Рома                      | авто | —                 | —        | —        |

### Первые матчи
| 30 августа 1961 | Милан | 0:0        | Сборная Нови-Сада | Милан                                               |
| |       | (протокол) |                   | Стадион: Сан-Сиро Зрителей: 15 000 Судья: Анри Фошё |
| Милан: Марио Либералато, Чезаре Мальдини, Франческо Дзагатти, Амброджо Пелагалли, Сандро Сальвадоре, Луиджи Радиче, Джанни Ривера, Джино Пивателли, Жозе Алтафини, Джимми Гривз, Оливьеро Конти Сборная Нови-Сада: Андрия Вереш, Новак Роганович, Стеван Бена, Жарко Николич, Славко Свиняревич, Бранимир Вратниян, Добросав Крстич, Силвестер Такач, Джордже Павлич, Ласло Борбель, Душан Клипа |       |            |                   |                                                     |

| 4 сентября 1961 | Хиберниан                         | 3:3        | Белененсиш                  | Эдинбург                                                |
| 19:30 | Фрейзер 47′ 53′ · Бэрд 60′ (пен.) | (протокол) | Мататеу 13′ 26′ · Иаука 15′ | Стадион: Истер Роуд Зрителей: 20 000 Судья: Кевин Хаули |
| Хиберниан: Ронни Симпсон, Пат Хьюз, Джо Макклелланд, Джон Бакстер, Джон Грант, Сэмми Бэрд, Джим Скотт, Эрик Стивенсон, Джон Фрейзер, Дейв Гибсон, Алли Маклауд Белененсиш: Жозе Перейра, Хуан Росендо, Жозе Каштру, Жозе Кордейру, Алфреду Абрантеш, Висенти Лукаш, Иаука, Антониу де Карвалью, Мататеу, Салвадор Мартинш, Эштеван Мансидан |                                   |            |                             |                                                         |

| 6 сентября 1961 | Сборная Базеля | 1:1        | Црвена звезда | Базель                                               |
| | Одерматт 8′    | (протокол) | Маравич 32′   | Стадион: Санкт-Якоб Зрителей: 3500 Судья: Роже Машен |
| Сборная Базеля: Рене Еккер, Брюно Мишо, Ханс Вебер, Маркус Пфиртер, Хансюли Оберер, Сильван Тюлер, Фернандо Кранихфельдт, Карл Одерматт, Йозеф Хюги, Ханспетер Штоккер, Вильфрид Фриц Црвена звезда: Петар Чосич, Димитрие Стоянович, Владимир Дуркович, Новак Томич, Лазар Тасич, Владимир Попович, Воислав Мелич, Душан Маравич, Антун Рудинский, Драгослав Шекуларац, Никола Стипич |                |            |               |                                                      |

| 7 сентября 1961 | Сборная Копенгагена        | 2:7        | Динамо (Загреб)                                                         | Копенгаген                                                      |
| | О. Сёренсен 13′ · Равн 15′ | (протокол) | Еркович 24′ 41′ · Цвиткович 33′ 67′ · Шантек 69′ · Кнез 88′ · Матуш 90′ | Стадион: Идретспаркен Зрителей: 12 000 Судья: Герхард Шуленбург |
| Сборная Копенгагена: Йёрн Ларсен, Хеннинг Хелльбрантт, Эйвинд Фангель, Бент Хансен, Биргер Ларсен, Бент Крог, Финн Мёллер, Йёрген Равн, Йёрн Сёренсен, Оле Сёренсен, Эйвинд Клаусен Динамо (Загреб): Мирко Стоянович, Йосип Шикич, Мирко Браун, Иван Шантек, Влатко Маркович, Желько Перушич, Ивица Цвиткович, Славен Замбата, Дражан Еркович, Желько Матуш, Томислав Кнез |                            |            |                                                                         |                                                                 |

| 12 сентября 1961 | Олимпик Лион                               | 4:2        | Шеффилд Уэнсдей     | Лион                                                |
| | Рамбер 19′ · Н’Жо Леа 22′ 38′ · Комбен 90′ | (протокол) | Янг 47′ · Эллис 63′ | Стадион: Жерлан Зрителей: 3000 Судья: Альбер Гиннар |
| Олимпик Лион: Робер Сабатье, Люсьен Гардон, Эме Миньо, Марсель Леборнь, Александр Вьяла, Люсьен Дежорж, Робер Сален, Жан Джоркаефф, Нестор Комбен, Эжен Н’Жо Леа, Анжель Рамбер Шеффилд Уэнсдей: Рон Спрингетт, Питер Джонсон, Дон Мегсон, Том Макэнерни, Питер Суон, Тони Кей, Дерек Уилкинсон, Бобби Крейг, Кит Эллис, Джерри Янг, Алан Финни |                                            |            |                     |                                                     |

| 13 сентября 1961 | Страсбур | 1:3        | МТК                                         | Страсбург                                                             |
| | Лашо 73′ | (протокол) | Шандор 20′ · Гонзалес 23′ (авт.) · Кути 90′ | Стадион: Стад де ла Мено Зрителей: 20 000 Судья: Виктор Вернер Шиккер |
| Страсбур: Франсуа Реметтер, Жинес Гонзалес, Робер Жонке, Мишель Леблон, Ролан Мершель, Пьер Наба, Раймон Стьебер, Жерар Куэнсон, Жан-Мишель Лашо, Казимир Новотарски, Шарль Изель МТК: Ференц Ковалик, Дьёрдь Кесеи, Ференц Шипош, Тибор Паличко, Иштван Надь, Ференц Ковач, Карой Шандор, Иштван Кути, Дьюла Шаш, Янош Мольнар, Иштван Симчак |          |            |                                             |                                                                       |

| 13 сентября 1961 | Ганновер 96 | 0:1        | Эспаньол  | Ганновер                                                     |
| 17:00 |             | (протокол) | Кампс 52′ | Стадион: Нидерзаксен Зрителей: 40 000 Судья: Йозеф Кастелейн |
| Ганновер 96: Дитер Майер, Петер Флегель, Харальд Йёрс, Хуберт Вечорек, Манфред Коволь, Манфред Фартман, Фред Хайзер, Отто Харц, Виктор Шмидтке, Фред Хофф, Удо Никс Эспаньол: Рафаэль Пирис, Антонио Архилес, Хуан Бартоли, Амаро Даудер, Хосе Састре, Луис Муньос, Золтан Цибор, Эрнесто Домингес, Индио, Рамон Карранса, Антонио Кампс |             |            |           |                                                              |

| 13 сентября 1961 | Валенсия      | 2:0        | Ноттингем Форест | Валенсия                                                |
| 22:45 | Валдо 15′ 41′ | (протокол) |                  | Стадион: Месталья Зрителей: 46 000 Судья: Жуакин Кампуш |
| Валенсия: Хосе Хинеста, Висенте Пикер, Мануэль Местре, Франсиско Сендра, Хуан Кинкосес, Десиу Рекаман, Эктор Нуньес, Энрике Рибельес, Валдо, Хосе Паредес, Висенте Гильот Ноттингем Форест: Питер Граммитт, Кэлвин Палмер, Билли Грей, Джефф Уайтфут, Боб Маккинли, Джим Айли, Джефф Вауден, Колин Бут, Колин Эддисон, Джонни Куигли, Дик Ле Флем |               |            |                  |                                                         |

| 20 сентября 1961 | Сборная Западного Берлина | 1:0        | Барселона | Западный Берлин                                       |
| 19:30 | Фойт 83′                  | (протокол) |           | Стадион: Олимпийский Зрителей: 30 289 Судья: Лео Хорн |
| Сборная Западного Берлина: Ханс-Йоахим Позински, Рудольф Дайнерт, Ханс-Гюнтер Шиммёллер, Рудольф Цайзер, Гюнтер Шулер, Ханс Эдер, Вольфганг Нойман, Луц Штайнерт, Вольфганг Розенфельдт, Хельмут Федер, Эрхард Фойт Барселона: Хосе Песудо, Альфонсо Родригес Салас, Сигфрид Грасия, Марти Верхес, Франсиско Родригес Гарсия, Энрик Женсана, Хосе Сальдуа, Шандор Кочиш, Эваристо де Маседо, Антонио Паис, Рамон Вильяверде |                           |            |           |                                                       |

| 27 сентября 1961 | Спартак КПС (Брно)    | 2:2        | Сборная Лейпцига      | Брно                                                    |
| | Схейбал 9′ 47′ (пен.) | (протокол) | Трёлич 13′ 44′ (пен.) | Стадион: За Лужанками Зрителей: 1500 Судья: Дьюла Балла |
| Спартак КПС (Брно): Ярослав Пршечек, Зденек Пршибыл, Йосеф Соботка, Милан Добротка, Йосеф Шкарка, Зденек Коцман, Ярослав Гандл, Павел Коцман, Антонин Гержман, Ладислав Схейбал, Зденек Рыц Сборная Лейпцига: Дитер Зоммер, Дитер Шербарт, Михаэль Фабер, Хайнц Херрман, Петер Гиснер, Карл Дрёслер, Дитер Энгельхардт, Райнхард Трёлич, Арно Цербе, Дитер Фишер, Вернер Газе |                       |            |                       |                                                         |

| 27 сентября 1961 | Юнион             | 1:3        | Харт оф Мидлотиан              | Брюссель                                              |
| | ван Варенберг 18′ | (протокол) | Блэквуд 23′ · Дэвидсон 30′ 76′ | Стадион: Жозеф Марьен Зрителей: 4000 Судья: Пит Ромер |
| Юнион: Андре Вандерстаппен, Шарль Де Вогеларе, Альфонс Брайландс, Поль Схрапен, Жан Клас, Люсьен Эк, Жюльен Кьялунда, Камил ван Варенберг, Люк Мертенс, Филипп ван Вилдер, Роже Янссенс Харт оф Мидлотиан: Гордон Маршалл, Бобби Керк, Дэвид Хоулт, Джон Камминг, Вилли Поулленд, Билли Хиггинс, Бобби Росс, Джонни Хэмилтон, Норри Дэвидсон, Джон Дохерти, Бобби Блэквуд |                   |            |                                |                                                       |

| 27 сентября 1961 | Кёльн                                              | 4:2        | Интернационале             | Кёльн                                                   |
| | Штурм 2′ · Мюллер 23′ · Хеммерсбах 36′ · Тилен 71′ | (протокол) | Морбелло 19′ · Петрони 63′ | Стадион: Мюнгерсдорф Зрителей: 31 000 Судья: Джим Финни |
| Кёльн: Фриц Эверт, Эрнст-Гюнтер Хабиг, Фриц Потт, Ханс Штурм, Георг Штолленверк, Карл-Хайнц Шнеллингер, Карл-Хайнц Тилен, Карл-Хайнц Рипкенс, Кристиан Мюллер, Маттиас Хеммерсбах, Кристиан Бройер Интернационале: Оттавио Бугатти, Луиджи Калои, Джачинто Факкетти, Костанцо Баллери, Ремо Биккьераи, Джорджо Делла Джованна, Мауро Бичикли, Гвидо Граттон, Бруно Петрони, Джорджо Бриго, Эджидио Морбелло |                                                    |            |                            |                                                         |

### Ответные матчи
| 20 сентября 1961 | Сборная Нови-Сада      | 2:0        | Милан | Нови-Сад                                              |
| | Такач 20′ · Павлич 50′ | (протокол) |       | Стадион: Градски Зрителей: 15 000 Судья: Виктор Хебат |
| Сборная Нови-Сада: Илия Пантелич, Новак Роганович, Стеван Бена, Жарко Николич, Славко Свиняревич, Бранимир Вратниян, Добросав Крстич, Силвестер Такач, Джордже Павлич, Ласло Борбель, Душан Клипа Милан: Марио Либералато, Чезаре Мальдини, Франческо Дзагатти, Амброджо Пелагалли, Сандро Сальвадоре, Джованни Трапаттони, Джанкарло Данова, Джимми Гривз, Жозе Алтафини, Марио Давид, Джанни Ривера |                        |            |       |                                                       |

| 27 сентября 1961 | МТК                                                                               | 10:2       | Страсбур                  | Будапешт                                               |
| 19:30 | Кути 13′ 60′ · Шандор 17′ 83′ · Мольнар 37′ 69′ · И. Симчак 47′ 53′ 68′ · Шаш 82′ | (протокол) | Наба 21′ · Осс 75′ (пен.) | Стадион: Непштадион Зрителей: 18 000 Судья: Адольф Мах |
| МТК: Ференц Ковалик, Ласло Симчак, Ференц Шипош, Тибор Паличко, Иштван Надь, Дьюла Шаш, Карой Шандор, Габор Арато, Иштван Кути, Янош Мольнар, Иштван Симчак Страсбур: Франсуа Матео, Жинес Гонзалес, Рене Осс, Робер Жонке, Мишель Леблон, Ролан Мершель, Пьер Наба, Раймон Стьебер, Жерар Куэнсон, Жан-Мишель Лашо, Казимир Новотарски |                                                                                   |            |                           |                                                        |

| 27 сентября 1961 | Эспаньол                    | 2:0        | Ганновер 96 | Барселона                                            |
| 20:30 | Кампс 27′ · Йёрс 60′ (авт.) | (протокол) |             | Стадион: Саррия Зрителей: 12 000 Судья: Джино Ригато |
| Эспаньол: Бенито Хоанет, Антонио Архилес, Хуан Бартоли, Амаро Даудер, Хосе Састре, Луис Муньос, Золтан Цибор, Хоакин Виньяс, Индио, Рамон Карранса, Антонио Кампс Ганновер 96: Дитер Майер, Петер Флегель, Харальд Йёрс, Хайнц Штайнведель, Манфред Коволь, Манфред Фартман, Бернд Кеттлер, Отто Харц, Фред Хайзер, Курт Хандке, Виктор Шмидтке |                             |            |             |                                                      |

| 27 сентября 1961 | Белененсиш  | 1:3        | Хиберниан                       | Лиссабон                                                      |
| 21:30 | Мататеу 28′ | (протокол) | Бакстер 20′ 61′ · Стивенсон 74′ | Стадион: Ду Рештелу Зрителей: 25 000 Судья: Висенте Кабальеро |
| Белененсиш: Жозе Перейра, Франсишку Пиреш, Хуан Росендо, Жозе Кордейру, Алфреду Абрантеш, Висенти Лукаш, Иаука, Антониу де Карвалью, Мататеу, Салвадор Мартинш, Эштеван Мансидан Хиберниан: Ронни Симпсон, Джон Грант, Джо Макклелланд, Джо Дэвин, Джим Истон, Сэмми Бэрд, Джим Скотт, Эрик Стивенсон, Джон Фрейзер, Джон Бакстер, Алли Маклауд |             |            |                                 |                                                               |

| 4 октября 1961 | Динамо (Загреб)           | 2:2        | Сборная Копенгагена                | Загреб                                             |
| | Ремете 29′ · Маркович 70′ | (протокол) | Э. Расмуссен 31′ · Х. Андерсен 40′ | Стадион: Максимир Зрителей: 5000 Судья: Дьюла Гере |
| Динамо (Загреб): Златко Шкорич, Йосип Шикич, Мирко Браун, Иван Шантек, Влатко Маркович, Желько Перушич, Ивица Цвиткович, Славен Замбата, Дражан Еркович, Петар Ремете, Лука Липошинович Сборная Копенгагена: Йёрн Ларсен, Пауль Андерсен, Эйвинд Фангель, Могенс Йохансен, Биргер Ларсен, Борге Расмуссен, Лейф Хольтен, Вилли Скёне Хансен, Эгон Расмуссен, Ханс Андерсен, Кай Лербю |                           |            |                                    |                                                    |

| 4 октября 1961 | Шеффилд Уэнсдей                                                 | 5:2        | Олимпик Лион             | Шеффилд                                                   |
| | Фэнтам 9′ 85′ · Гриффин 14′ · Макэнерни 20′ (пен.) · Добсон 78′ | (протокол) | Сален 6′ · Джоркаефф 81′ | Стадион: Хиллсборо Зрителей: 30 303 Судья: Артур Кроссман |
| Шеффилд Уэнсдей: Рон Спрингетт, Питер Джонсон, Дон Мегсон, Том Макэнерни, Питер Суон, Тони Кей, Алан Финни, Бобби Крейг, Джонни Фэнтам, Билли Гриффин, Колин Добсон Олимпик Лион: Клод Юг, Роже Дюффе, Эме Миньо, Марсель Леборнь, Люсьен Гардон, Люсьен Дежорж, Робер Сален, Жан Джоркаефф, Нестор Комбен, Бернар Рубо, Анжель Рамбер |                                                                 |            |                          |                                                           |

| 4 октября 1961 | Ноттингем Форест | 1:5        | Валенсия                           | Ноттингем                                                |
| 19:30 | Кобб 55′         | (протокол) | Валдо 12′ 15′ · Нуньес 31′ 54′ 70′ | Стадион: Сити Граунд Зрителей: 36 158 Судья: Роберт Смит |
| Ноттингем Форест: Питер Граммитт, Даг Бэрд, Билли Грей, Джефф Уайтфут, Боб Маккинли, Джим Айли, Билли Кобб, Колин Бут, Колин Эддисон, Джонни Куигли, Дик Ле Флем Валенсия: Хосе Хинеста, Баутиста Верду, Сократес Беленгер, Мануэль Местре, Франсиско Сендра, Энрике Рибельес, Эктор Нуньес, Хосе Паредес, Валдо, Десиу Рекаман, Хосе Баэса |                  |            |                                    |                                                          |

| 4 октября 1961 | Барселона                     | 3:0        | Сборная Западного Берлина | Барселона                                                  |
| 22:15 | Эваристо 8′ 78′ · Сальдуа 87′ | (протокол) |                           | Стадион: Камп Ноу Зрителей: 46 000 Судья: Джулио Кампанати |
| Барселона: Хосе Песудо, Альфонсо Родригес Салас, Сигфрид Грасия, Антонио Паис, Энрик Женсана, Хесус Гарай, Педро Сабалья, Хосе Сальдуа, Эваристо де Маседо, Шандор Кочиш, Висенте Гонсалес Сборная Западного Берлина: Вольфганг Тиллих, Рудольф Дайнерт, Ханс-Гюнтер Шиммёллер, Рудольф Цайзер, Гюнтер Шулер, Ханс Эдер, Вольфганг Нойман, Петер Энглер, Хельмут Федер, Луц Штайнерт, Вольфганг Розенфельдт |                               |            |                           |                                                            |

| 4 октября 1961 | Сборная Лейпцига                 | 4:1        | Спартак КПС (Брно) | Лейпциг                                                           |
| | Френцель 17′ 21′ · Цербе 36′ 55′ | (протокол) | Схейбал 64′        | Стадион: Центральштадион Зрителей: 15 000 Судья: Марсел Раймакерс |
| Сборная Лейпцига: Вольфганг Кланк, Дитер Шербарт, Михаэль Фабер, Клаус Пфойфер, Петер Гиснер, Карл Дрёслер, Вернер Газе, Райнхард Трёлич, Хеннинг Френцель, Дитер Фишер, Арно Цербе Спартак КПС (Брно): Ярослав Пршечек, Зденек Пршибыл, Вацлав Вонашек, Милан Добротка, Йосеф Соботка, Зденек Коцман, Ярослав Гандл, Павел Коцман, Антонин Гержман, Ладислав Схейбал, Зденек Рыц |                                  |            |                    |                                                                   |

| 4 октября 1961 | Харт оф Мидлотиан         | 2:0        | Юнион | Эдинбург                                               |
| | Уоллес 71′ · Стенхаус 87′ | (протокол) |       | Стадион: Тайнкасл Зрителей: 18 000 Судья: Оге Поульсен |
| Харт оф Мидлотиан: Гордон Маршалл, Бобби Керк, Дэвид Хоулт, Джон Камминг, Вилли Поулленд, Билли Хиггинс, Джонни Хэмилтон, Робин Стенхаус, Вилли Болд, Вилли Уоллес, Джон Дохерти Юнион: Андре Вандерстаппен, Поль Схрапен, Альфонс Брайландс, Люсьен Эк, Жан Клас, Леон Клоз, Роже ван Кауэларт, Камил ван Варенберг, Люк Мертенс, Жюльен Кьялунда, Роже Янссенс |                           |            |       |                                                        |

| 11 октября 1961 | Интернационале       | 2:0        | Кёльн | Милан                                                       |
| | Суарес 4′ 59′ (пен.) | (протокол) |       | Стадион: Сан-Сиро Зрителей: 21 000 Судья: Александар Шкорич |
| Интернационале: Оттавио Бугатти, Энеа Мазиеро, Джачинто Факкетти, Франко Дзальо, Аристиде Гуарнери, Костанцо Баллери, Мауро Бичикли, Жорже Умберту, Джерри Хитченс, Луис Суарес Мирамонтес, Эджидио Морбелло Кёльн: Фриц Эверт, Эрнст-Гюнтер Хабиг, Фриц Потт, Ханс Штурм, Георг Штолленверк, Карл-Хайнц Шнеллингер, Карл-Хайнц Тилен, Ханс Шефер, Кристиан Мюллер, Карл-Хайнц Рипкенс, Антон Рег |                      |            |       |                                                             |

| 18 октября 1961 | Црвена звезда                             | 4:1        | Сборная Базеля | Белград                                                 |
| | Стипич 6′ · Мелич 42′ 69′ · Рудинский 60′ | (протокол) | Блумер 23′     | Стадион: Стадион ЮНА Зрителей: 6000 Судья: Антон Бухели |
| Црвена звезда: Драгомир Вукичевич, Димитрие Стоянович, Томислав Миличевич, Душан Маравич, Лазар Тасич, Владимир Попович, Светозар Андреич, Воислав Мелич, Антун Рудинский, Драгослав Шекуларац, Никола Стипич Сборная Базеля: Рене Еккер, Ханс Вебер, Брюно Мишо, Маркус Пфиртер, Ханспетер Фюри, Ханспетер Штоккер, Вильфрид Фриц, Карл Одерматт, Йозеф Майер, Вольфганг Вальтер, Хайнц Блумер |                                           |            |                |                                                         |

### Плей-офф
| 25 октября 1961 | Интернационале                                 | 5:3        | Кёльн                     | Милан                                                |
| | Умберту 2′ 32′ 63′ · Суарес 16′ · Морбелло 40′ | (протокол) | Рег 42′ 54′ · Рипкенс 73′ | Стадион: Сан-Сиро Зрителей: 23 000 Судья: Джон Келли |
| Интернационале: Оттавио Бугатти, Джачинто Факкетти, Энеа Мазиеро, Франко Дзальо, Ремо Биккьераи, Костанцо Баллери, Марио Мерегетти, Эджидио Морбелло, Жорже Умберту, Луис Суарес Мирамонтес, Марио Корсо Кёльн: Фриц Эверт, Эрнст-Гюнтер Хабиг, Фриц Потт, Ханс Штурм, Георг Штолленверк, Карл-Хайнц Шнеллингер, Карл-Хайнц Тилен, Ханс Шефер, Кристиан Мюллер, Карл-Хайнц Рипкенс, Антон Рег |                                                |            |                           |                                                      |

## Второй раунд
| Команда 1         | Итог | Команда 2         | 1-й матч | 2-й матч |
| ----------------- | ---- | ----------------- | -------- | -------- |
| Ираклис           | 3:10 | Сборная Нови-Сада | 2:1      | 1:9      |
| Црвена звезда     | 5:0  | Хиберниан         | 4:0      | 1:0      |
| Харт оф Мидлотиан | 0:5  | Интернационале    | 0:1      | 0:4      |
| МТК               | 3:3  | Сборная Лейпцига  | 3:0      | 0:3      |
| Эспаньол          | 5:3  | Бирмингем Сити    | 5:2      | 0:1      |
| Шеффилд Уэнсдей   | 4:1  | Рома              | 4:0      | 0:1      |
| Барселона         | 7:3  | Динамо (Загреб)   | 5:1      | 2:2      |
| Валенсия          | 4:3  | Лозанна           | 4:3      | —        |

### Первые матчи
| 26 октября 1961 | Ираклис                         | 2:1        | Сборная Нови-Сада | Салоники                                                              |
| | Ксилас 6′ (пен.) · Асвестис 49′ | (протокол) | Такач 43′         | Стадион: Лисимахос Кафтанзоглу Зрителей: 18 000 Судья: Джузеппе Адами |
| Ираклис: Костас Карапатис, Костас Иоаннидис, Ставрос Бередимас, Григорис Хараламбидис, Никос Лиарос, Лолос Хасекидис, Мимис Асвестис, Пластирас Ксилас, Статис Хасекидис, Константинос Цигос, Плутархос Каравергос Сборная Нови-Сада: Андрия Вереш, Селимир Милошевич, Младен Вучинич, Мирко Ергич, Жарко Николич, Никола Сентин, Велько Алексич, Ласло Борбель, Милан Стеванович, Петар Миятович, Силвестер Такач |                                 |            |                   |                                                                       |

| 1 ноября 1961 | Црвена звезда                           | 4:0        | Хиберниан | Белград                                                       |
| | Маравич 17′ 55′ · Мелич 24′ · Тасич 42′ | (протокол) |           | Стадион: Стадион ЮНА Зрителей: 25 000 Судья: Фридрих Зайпельт |
| Црвена звезда: Драгомир Вукичевич, Димитрие Стоянович, Томислав Миличевич, Лазар Тасич, Владимир Дуркович, Владимир Попович, Светозар Андреич, Душан Маравич, Воислав Мелич, Драгослав Шекуларац, Никола Стипич Хиберниан: Вилли Мьюирхед, Джон Фрейзер, Джо Макклелланд, Джо Дэвин, Джим Истон, Пат Хьюз, Эрик Стивенсон, Дейв Гибсон, Джон Бакстер, Томми Престон, Алли Маклауд |                                         |            |           |                                                               |

| 6 ноября 1961 | Харт оф Мидлотиан | 0:1        | Интернационале | Эдинбург                                              |
| |                   | (протокол) | Умберту 33′    | Стадион: Тайнкасл Зрителей: 20 500 Судья: Кевин Хаули |
| Харт оф Мидлотиан: Гордон Маршалл, Бобби Керк, Дэвид Хоулт, Джон Камминг, Вилли Поулленд, Билли Хиггинс, Дэнни Фергюсон, Морис Эллиот, Вилли Болд, Вилли Уоллес, Джонни Хэмилтон Интернационале: Оттавио Бугатти, Армандо Пикки, Джачинто Факкетти, Энеа Мазиеро, Аристиде Гуарнери, Костанцо Баллери, Мауро Бичикли, Лоренцо Беттини, Жорже Умберту, Марио Мерегетти, Эджидио Морбелло |                   |            |                |                                                       |

| 8 ноября 1961 | МТК                          | 3:0        | Сборная Лейпцига | Будапешт                                                     |
| 14:00 | Поважаи 37′ 59′ · Шандор 81′ | (протокол) |                  | Стадион: Непштадион Зрителей: 3000 Судья: Борче Неделковский |
| МТК: Шандор Геллер, Дьёрдь Кесеи, Тибор Паличко, Иштван Йенеи, Ференц Шипош, Ференц Ковач, Карой Шандор, Михай Лацко, Янош Мольнар, Ласло Поважаи, Иштван Симчак Сборная Лейпцига: Вольфганг Кланк, Карл Дрёслер, Михаэль Фабер, Клаус Пфойфер, Петер Гиснер, Манфред Гайслер, Вернер Газе, Дитер Фишер, Райнхард Трёлич, Арно Цербе, Дитер Энгельхардт |                              |            |                  |                                                              |

| 15 ноября 1961 | Эспаньол                                       | 5:2        | Бирмингем Сити                   | Барселона                                         |
| 20:00 | Кастаньос 23′ · Састре 26′ · Кампс 33′ 80′ 83′ | (протокол) | Блумфилд 20′ · Харрис 73′ (пен.) | Стадион: Саррия Зрителей: 30 000 Судья: Жан Трико |
| Эспаньол: Бенито Хоанет, Антонио Архилес, Хуан Бартоли, Хулиан Риера, Фермин Гордехуэла, Хосе Састре, Хинес Кастаньос, Сантос Бедойя, Индио, Рамон Карранса, Антонио Кампс Бирмингем Сити: Джонни Скоуфилд, Стэн Линн, Грэм Сиссонз, Терри Хеннесси, Тревор Смит, Малкольм Бирд, Майк Хеллауэлл, Джимми Блумфилд, Джимми Харрис, Брайан Орритт, Берти Олд |                                                |            |                                  |                                                   |

| 29 ноября 1961 | Шеффилд Уэнсдей             | 4:0        | Рома | Шеффилд                                                 |
| | Фэнтам 6′ · Янг 33′ 35′ 79′ | (протокол) |      | Стадион: Хиллсборо Зрителей: 15 155 Судья: Артюр Блавье |
| Шеффилд Уэнсдей: Рон Спрингетт, Питер Джонсон, Дон Мегсон, Том Макэнерни, Питер Суон, Тони Кей, Алан Финни, Бобби Крейг, Джерри Янг, Джонни Фэнтам, Дерек Уилкинсон Рома: Фабио Кудичини, Альфио Фонтана, Леопольдо Раймонди, Паоло Пестрин, Джакомо Лози, Серджо Кампанези, Альберто Орландо, Антонио Анджелилло, Франсиско Лохаконо, Джанкарло Де Систи, Джампаоло Меникелли |                             |            |      |                                                         |

| 13 декабря 1961 | Барселона                                     | 5:1        | Динамо (Загреб) | Барселона                                                 |
| 21:00 | Переда 14′ · Эваристо 17′ 26′ 31′ · Кочиш 67′ | (протокол) | Еркович 87′     | Стадион: Камп Ноу Зрителей: 50 000 Судья: Гюнтер Терниден |
| Барселона: Хосе Песудо, Альфонсо Родригес Салас, Сигфрид Грасия, Энрик Женсана, Франсиско Родригес Гарсия, Жоан Сегарра, Хесус Переда, Шандор Кочиш, Эваристо де Маседо, Хесус Гарай, Рамон Вильяверде Динамо (Загреб): Мирко Стоянович (31' Златко Шкорич), Желько Матуш, Влатко Маркович, Мирко Браун, Иван Шантек, Желько Перушич, Лука Липошинович, Рудольф Белин, Дражан Еркович, Славен Замбата, Степан Ламза |                                               |            |                 |                                                           |

| 23 декабря 1961 | Валенсия                                       | 4:3        | Лозанна                                               | Валенсия                                                   |
| 20:30 | Рибельес 20′ (пен.) 39′ · Коль 54′ · Валдо 85′ | (протокол) | Р. Фонлантен 47′ (пен.) · Глишович 65′ 68′ · Дюрр 89' | Стадион: Месталья Зрителей: 17 500 Судья: Десиу ди Фрейташ |
| Валенсия: Грегорио Верхель, Висенте Пикер, Сократес Беленгер, Мануэль Местре, Роберто Хиль, Десиу Рекаман, Хосе Баэса, Энрике Рибельес, Валдо, Эктор Нуньес, Луис Коль Лозанна: Рене Кюнци, Андре Гробети, Эли Таккелла, Курт Хунцикер, Рихард Дюрр, Марсель Фонлантен, Роберт Хосп, Жильбер Ре, Миодраг Глишович, Роже Фонлантен, Шарль Эртиг |                                                |            |                                                       |                                                            |

### Ответные матчи
| 15 ноября 1961 | Сборная Нови-Сада                                                        | 9:1        | Ираклис       | Нови-Сад                                             |
| | Радович 8′ 47′ 53′ · Алексич 22′ · Павлич 36′ 57′ 59′ · Миятович 55′ 77′ | (протокол) | Хасекидис 61′ | Стадион: Градски Зрителей: 3000 Судья: Хельмут Кёлер |
| Сборная Нови-Сада: Андрия Вереш, Стеван Секереш, Селимир Милошевич, Добросав Крстич, Никола Сентин, Ласло Борбель, Велько Алексич, Мирко Ергич, Джордже Павлич, Петар Миятович, Димитрие Радович Ираклис: Костас Карапатис, Костас Иоаннидис, Ставрос Бередимас, Никос Лиарос, Лолос Хасекидис, Мимис Асвестис, Пластирас Ксилас, Статис Хасекидис, Михалис Беллис, Константинос Цигос, Плутархос Каравергос |                                                                          |            |               |                                                      |

| 15 ноября 1961 | Хиберниан | 0:1        | Црвена звезда  | Эдинбург                                                 |
| |           | (протокол) | Прлинчевич 77′ | Стадион: Истер Роуд Зрителей: 9000 Судья: Клайв Кингстон |
| Хиберниан: Ронни Симпсон, Джон Фрейзер, Джо Макклелланд, Джон Грант, Джим Истон, Джо Дэвин, Эрик Стивенсон, Иан Катберт, Томми Престон, Дейв Гибсон, Алли Маклауд Црвена звезда: Драгомир Вукичевич, Томислав Миличевич, Новак Томич, Владимир Попович, Йован Цокич, Лазар Тасич, Светозар Андреич, Душан Маравич, Антун Рудинский, Воислав Мелич, Зоран Прлинчевич |           |            |                |                                                          |

| 15 ноября 1961 | Сборная Лейпцига                   | 3:0        | МТК | Лейпциг                                                          |
| 17:30 | Френцель 18′ 81′ · Энгельхардт 76′ | (протокол) |     | Стадион: Центральштадион Зрителей: 12 000 Судья: Алойз Обтулович |
| Сборная Лейпцига: Дитер Зоммер, Карл Дрёслер, Михаэль Фабер, Клаус Пфойфер, Петер Гиснер, Манфред Гайслер, Дитер Энгельхардт, Дитер Фишер, Райнхард Трёлич, Хеннинг Френцель, Арно Цербе МТК: Шандор Геллер (84' Ласло Такач), Дьёрдь Кесеи, Тибор Паличко, Иштван Йенеи, Ференц Шипош, Ференц Ковач, Карой Шандор, Габор Арато, Михай Лацко, Ласло Поважаи, Иштван Симчак |                                    |            |     |                                                                  |

| 22 ноября 1961 | Интернационале                               | 4:0        | Харт оф Мидлотиан | Милан                                                 |
| | Хитченс 11′ 86′ · Морбелло 31′ · Умберту 75′ | (протокол) |                   | Стадион: Сан-Сиро Зрителей: 12 000 Судья: Кевин Хаули |
| Интернационале: Оттавио Бугатти, Джачинто Факкетти, Джорджо Делла Джованна, Энеа Мазиеро, Ремо Биккьераи, Костанцо Баллери, Бруно Петрони, Жорже Умберту, Джерри Хитченс, Франко Дзальо, Эджидио Морбелло Харт оф Мидлотиан: Гордон Маршалл, Бобби Керк, Дэвид Хоулт, Джон Камминг, Вилли Поулленд, Билли Хиггинс, Джон Дохерти, Бобби Блэквуд, Морис Эллиот, Вилли Уоллес, Джонни Хэмилтон |                                              |            |                   |                                                       |

| 7 декабря 1961 | Бирмингем Сити | 1:0        | Эспаньол | Бирмингем                                               |
| 19:15 | Олд 59′        | (протокол) |          | Стадион: Сент-Эндрюс Зрителей: 16 874 Судья: Том Уортон |
| Бирмингем Сити: Джонни Скоуфилд, Стэн Линн, Грэм Сиссонз, Терри Хеннесси, Тревор Смит, Малкольм Бирд, Майк Хеллауэлл, Брайан Орритт, Джимми Харрис, Кен Лик, Берти Олд Эспаньол: Рафаэль Пирис, Хосе Састре, Хулиан Риера, Фермин Гордехуэла, Абель Эрнандес, Сантос Бедойя, Карлос Торрес, Виктор Рибас, Индио, Золтан Цибор, Антонио Кампс |                |            |          |                                                         |

| 13 декабря 1961 | Рома            | 1:0        | Шеффилд Уэнсдей | Рим                                                        |
| | Суон 80′ (авт.) | (протокол) |                 | Стадион: Олимпийский Зрителей: 45 000 Судья: Диттмар Хубер |
| Рома: Фабио Кудичини, Альфио Фонтана, Джулио Корсини, Торбьёрн Юнссон, Джакомо Лози, Паоло Пестрин, Альберто Орландо, Антонио Анджелилло, Педро Манфредини, Джанкарло Де Систи, Джампаоло Меникелли Шеффилд Уэнсдей: Рон Спрингетт, Питер Джонсон, Дон Мегсон, Том Макэнерни, Питер Суон, Тони Кей, Алан Финни, Бобби Крейг, Джерри Янг, Джонни Фэнтам, Колин Добсон |                 |            |                 |                                                            |

| 20 декабря 1961 | Динамо (Загреб) | 2:2        | Барселона                  | Загреб                                                      |
| 19:45 | Ламза 24′ 47′   | (протокол) | Эваристо 37′ · Сабалья 69′ | Стадион: Максимир Зрителей: 20 000 Судья: Димостенис Статос |
| Динамо (Загреб): Мирко Стоянович, Йосип Шикич, Влатко Маркович, Желько Матуш, Иван Шантек, Желько Перушич, Лука Липошинович, Славен Замбата, Дражан Еркович, Рудольф Белин, Степан Ламза Барселона: Хосе Песудо, Альфонсо Родригес Салас, Сигфрид Грасия, Жоан Сегарра, Энрик Женсана, Марти Верхес, Педро Сабалья, Хесус Переда, Эваристо де Маседо, Рамон Вильяверде, Висенте Гонсалес |                 |            |                            |                                                             |

### Плей-офф
| 30 ноября 1961 | МТК                    | 2:0        | Сборная Лейпцига | Братислава                                                  |
| | Шандор 40′ · Бёдер 57′ | (протокол) |                  | Стадион: Тегельне поле Зрителей: 10 000 Судья: Кароль Галба |
| МТК: Шандор Геллер, Тибор Паличко, Ференц Шипош, Иштван Йенеи, Иштван Надь, Ференц Ковач, Карой Шандор, Ласло Бёдёр, Михай Лацко, Янош Мольнар, Иштван Симчак Сборная Лейпцига: Дитер Зоммер, Дитер Шербарт, Михаэль Фабер, Клаус Пфойфер, Петер Гиснер, Карл Дрёслер, Вернер Газе, Дитер Фишер, Райнхард Трёлич, Хеннинг Френцель, Арно Цербе |                        |            |                  |                                                             |

## Четвертьфиналы
| Команда 1         | Итог | Команда 2      | 1-й матч | 2-й матч |
| ----------------- | ---- | -------------- | -------- | -------- |
| Эспаньол          | 2:6  | Црвена звезда  | 2:1      | 0:5      |
| Сборная Нови-Сада | 2:6  | МТК            | 1:4      | 1:2      |
| Валенсия          | 5:3  | Интернационале | 2:0      | 3:3      |
| Шеффилд Уэнсдей   | 3:4  | Барселона      | 3:2      | 0:2      |

### Первые матчи
| 1 февраля 1962 | Эспаньол                     | 2:1        | Црвена звезда             | Барселона                                          |
| 20:30 | Кампс 55′ 77′ · Карранса 85' | (протокол) | Стипич 12′ · Шиякович 85' | Стадион: Саррия Зрителей: 30 000 Судья: Рауль Риги |
| Эспаньол: Бенито Хоанет, Виктор Рибас, Хуан Бартоли, Амаро Даудер, Абель Эрнандес, Хосе Састре, Золтан Цибор, Сантос Бедойя, Рамон Карранса, Эктор Риаль, Антонио Кампс Црвена звезда: Драгомир Вукичевич, Владимир Дуркович, Новак Томич, Слободан Шкрбич, Василие Шиякович, Владимир Попович, Никола Стипич, Душан Маравич, Антун Рудинский, Драгослав Шекуларац, Воислав Мелич |                              |            |                           |                                                    |

| 11 февраля 1962 | Сборная Нови-Сада | 1:4        | МТК                                  | Нови-Сад                                                   |
| | Алексич 22′       | (протокол) | Бёдёр 35′ · Кути 55′ · Вашаш 75′ 80′ | Стадион: Градски Зрителей: 20 000 Судья: Фердинанд Маршалл |
| Сборная Нови-Сада: Андрия Вереш, Стеван Секереш, Жарко Николич, Славко Свиняревич, Стеван Бена, Никола Сентин, Велько Алексич, Силвестер Такач, Петар Миятович, Мирко Ергич, Димитрие Радович МТК: Ференц Ковалик, Тибор Паличко, Ференц Шипош, Иштван Йенеи, Иштван Надь, Иштван Ковач, Карой Шандор, Михай Вашаш, Ласло Бёдёр, Иштван Кути, Иштван Симчак |                   |            |                                      |                                                            |

| 14 февраля 1962 | Валенсия             | 2:0        | Интернационале | Валенсия                                             |
| 20:15 | Гильот 3′ · Валдо 7′ | (протокол) |                | Стадион: Месталья Зрителей: 56 000 Судья: Джим Финни |
| Валенсия: Грегорио Верхель, Висенте Пикер, Мануэль Местре, Десиу Рекаман, Хуан Кинкосес, Шикан Дос Сантос, Эктор Нуньес, Энрике Рибельес, Валдо, Висенте Гильот, Хосе Баэса Интернационале: Лоренцо Буффон, Армандо Пикки, Джачинто Факкетти, Джорджо Делла Джованна, Аристиде Гуарнери, Костанцо Баллери, Бруно Петрони, Луис Суарес Мирамонтес, Жорже Умберту, Франко Дзальо, Марио Мерегетти |                      |            |                |                                                      |

| 28 февраля 1962 | Шеффилд Уэнсдей            | 3:2        | Барселона                     | Шеффилд                                                |
| 18:45 | Фэнтам 28′ 54′ · Финни 43′ | (протокол) | Вильяверде 14′ · Эваристо 34′ | Стадион: Хиллсборо Зрителей: 28 956 Судья: Альберт Душ |
| Шеффилд Уэнсдей: Рон Спрингетт, Питер Джонсон, Дон Мегсон, Робин Харди, Питер Суон, Тони Кей, Дерек Уилкинсон, Колин Добсон, Джерри Янг, Джонни Фэнтам, Алан Финни Барселона: Хуан Сельдран, Хулио Бенитес, Сигфрид Грасия, Жоан Сегарра, Франсиско Родригес Гарсия, Хесус Гарай, Хесус Переда, Марти Верхес, Эваристо де Маседо, Шандор Кочиш, Рамон Вильяверде |                            |            |                               |                                                        |

### Ответные матчи
| 18 февраля 1962 | МТК                     | 2:1        | Сборная Нови-Сада          | Будапешт                                                     |
| | Мольнар 35′ · Бёдёр 67′ | (протокол) | Милич 10′ · Свиняревич 65' | Стадион: Хунгария кёрут Зрителей: 3000 Судья: Вернер Бергман |
| МТК: Ференц Ковалик, Тибор Паличко, Ференц Шипош, Иштван Йенеи, Иштван Надь, Иштван Ковач, Ласло Бёдёр, Михай Вашаш, Иштван Кути, Янош Мольнар, Иштван Симчак Сборная Нови-Сада: Андрия Вереш, Димитрие Радович, Стеван Секереш, Славко Свиняревич, Мирко Ергич, Никола Сентин, Велько Алексич, Силвестер Такач, Милан Стеванович, Джордже Милич, Петар Дуганджия |                         |            |                            |                                                              |

| 14 марта 1962 | Црвена звезда                                                  | 5:0        | Эспаньол | Белград                                                    |
| 19:30 | Шекуларац 24′ 56′ · Муньос 46′ (авт.) · Галич 51′ · Стипич 65′ | (протокол) |          | Стадион: Стадион ЮНА Зрителей: 20 000 Судья: Альбер Гиннар |
| Црвена звезда: Мирко Стоянович, Владимир Дуркович, Новак Томич, Лука Малешев, Василие Шиякович, Владимир Попович, Никола Стипич, Душан Маравич, Милан Галич, Драгослав Шекуларац, Воислав Мелич Эспаньол: Бенито Хоанет (46' Рафаэль Пирис), Антонио Архилес, Хуан Бартоли, Абель Эрнандес, Луис Муньос, Виктор Рибас, Эрнесто Домингес, Хосе Састре, Сантос Бедойя, Рамон Карранса, Антонио Кампс |                                                                |            |          |                                                            |

| 21 марта 1962 | Интернационале                     | 3:3        | Валенсия                           | Милан                                                   |
| 15:30 | Беттини 7′ 52′ · Суарес 23′ (пен.) | (протокол) | Шикан 3′ · Рекаман 34′ · Баэса 86′ | Стадион: Сан-Сиро Зрителей: 20 000 Судья: Жерар Версейп |
| Интернационале: Лоренцо Буффон (46' Оттавио Бугатти), Армандо Пикки, Энеа Мазиеро, Бруно Больки, Аристиде Гуарнери, Костанцо Баллери, Мауро Бичикли, Лоренцо Беттини, Джерри Хитченс, Луис Суарес Мирамонтес, Марио Корсо Валенсия: Грегорио Верхель, Баутиста Верду, Мануэль Местре, Висенте Пикер, Хуан Кинкосес, Шикан Дос Сантос, Хосе Баэса, Энрике Рибельес, Валдо, Десиу Рекаман, Висенте Гильот |                                    |            |                                    |                                                         |

| 28 марта 1962 | Барселона                | 2:0        | Шеффилд Уэнсдей | Барселона                                                |
| 20:45 | Эваристо 12′ · Кочиш 34′ | (протокол) |                 | Стадион: Камп Ноу Зрителей: 75 000 Судья: Готтфрид Динст |
| Барселона: Сальвадор Садурни, Хулио Бенитес, Хесус Гарай, Марти Верхес, Энрик Женсана, Жоан Сегарра, Хесус Переда, Шандор Кочиш, Эваристо де Маседо, Рамон Вильяверде, Висенте Гонсалес Шеффилд Уэнсдей: Рон Спрингетт, Питер Джонсон, Дон Мегсон, Робин Харди, Питер Суон, Тони Кей, Алан Финни, Колин Добсон, Кит Эллис, Джонни Фэнтам, Эдвин Холлидей |                          |            |                 |                                                          |

## Полуфиналы
| Команда 1     | Итог | Команда 2 | 1-й матч | 2-й матч |
| ------------- | ---- | --------- | -------- | -------- |
| Црвена звезда | 1:6  | Барселона | 0:2      | 1:4      |
| Валенсия      | 10:3 | МТК       | 3:0      | 7:3      |

### Первые матчи
| 18 апреля 1962 | Црвена звезда | 0:2        | Барселона                | Белград                                                       |
| 19:30 |               | (протокол) | Сальдуа 81′ · Переда 87′ | Стадион: Црвена звезда Зрителей: 30 000 Судья: Готтфрид Динст |
| Црвена звезда: Мирко Стоянович (46' Драгомир Вукичевич), Новак Томич, Томислав Миличевич, Лука Малешев, Владимир Дуркович, Владимир Попович, Никола Стипич, Душан Маравич, Антун Рудинский, Драгослав Шекуларац, Воислав Мелич Барселона: Сальвадор Садурни, Ферран Оливелья, Сигфрид Грасия, Рамон Мараньон, Франсиско Родригес Гарсия, Хесус Гарай, Педро Сабалья, Хосе Сальдуа, Эваристо де Маседо, Рамон Вильяверде, Хесус Переда |               |            |                          |                                                               |

| 25 апреля 1962 | Валенсия                          | 3:0        | МТК | Валенсия                                                    |
| 22:30 | Гильот 53′ · Коль 69′ · Валдо 73′ | (протокол) |     | Стадион: Месталья Зрителей: 50 000 Судья: Кончетто Ло Белло |
| Валенсия: Хосе Хинеста, Висенте Пикер, Хуан Кинкосес, Мануэль Местре, Висенте Гильот, Шикан Дос Сантос, Эктор Нуньес, Десиу Рекаман, Валдо, Энрике Рибельес, Луис Коль МТК: Ласло Такач, Дьёрдь Кесеи, Ференц Шипош, Иштван Йенеи, Иштван Надь, Иштван Ковач, Карой Шандор, Ласло Бёдёр, Иштван Кути, Михай Лацко, Иштван Симчак |                                   |            |     |                                                             |

### Ответные матчи
| 25 апреля 1962 | Барселона                                        | 4:1        | Црвена звезда      | Барселона                                           |
| 20:45 | Кочиш 8′ · Сальдуа 39′ 70′ · Гонсалес 57′ (пен.) | (протокол) | Маравич 30′ (пен.) | Стадион: Камп Ноу Зрителей: 50 000 Судья: Кен Астон |
| Барселона: Хосе Песудо, Альфонсо Родригес Салас, Ферран Оливелья, Рамон Мараньон, Франсиско Родригес Гарсия, Хесус Гарай, Педро Сабалья, Хосе Сальдуа, Эваристо де Маседо, Шандор Кочиш, Висенте Гонсалес Црвена звезда: Драгомир Вукичевич, Новак Томич, Томислав Миличевич, Лука Малешев, Владимир Дуркович, Владимир Попович, Никола Стипич, Светозар Андреич, Селимир Милошевич, Душан Маравич, Воислав Мелич |                                                  |            |                    |                                                     |

| 2 мая 1962 | МТК                       | 3:7        | Валенсия                                           | Будапешт                                                |
| 19:30 | Махош 28′ 52′ · Бёдёр 83′ | (протокол) | Нуньес 6′ 60′ 77′ · Гильот 25′ 48′ · Валдо 32′ 50′ | Стадион: Непштадион Зрителей: 20 000 Судья: Альберт Душ |
| МТК: Ласло Такач (46' Ференц Ковалик), Дьёрдь Кесеи, Ференц Шипош, Иштван Йенеи, Иштван Надь, Иштван Ковач, Карой Шандор, Ласло Бёдёр, Ференц Махош, Янош Фаркаш, Иштван Симчак Валенсия: Хосе Хинеста, Висенте Пикер, Хуан Кинкосес, Мануэль Местре, Роберто Хиль, Шикан Дос Сантос, Эктор Нуньес, Десиу Рекаман, Валдо, Висенте Гильот, Луис Коль |                           |            |                                                    |                                                         |

## Финал
| Команда 1 | Итог | Команда 2 | 1-й матч | 2-й матч |
| --------- | ---- | --------- | -------- | -------- |
| Валенсия  | 7:3  | Барселона | 6:2      | 1:1      |

### Первый матч
| Валенсия                                       | 6:2        | Барселона    |
| ---------------------------------------------- | ---------- | ------------ |
| Йосу 11′ 42′ · Гильот 35′ 54′ 69′ · Нуньес 74′ | (протокол) | Кочиш 8′ 20′ |

|                    |    |                  |  |
|                    |    |                  |  |
| Вр                 | 1  | Рикардо Самора   |  |
| Защ                | 2  | Висенте Пикер    |  |
| Защ                | 3  | Мануэль Местре   |  |
| Защ                | 4  | Хосе Састре      |  |
| ПЗ                 | 5  | Хуан Кинкосес    |  |
| ПЗ                 | 6  | Шикан Дос Сантос |  |
| Нап                | 7  | Эктор Нуньес     |  |
| Нап                | 8  | Энрике Рибельес  |  |
| Нап                | 9  | Валдо            |  |
| Нап                | 10 | Висенте Гильот   |  |
| Нап                | 11 | Нандо Йосу       |  |
| Главный тренер:    |    |                  |  |
| Алехандро Скопелли |    |                  |  |

|                 |    |                           |  |
|                 |    |                           |  |
| Вр              | 1  | Хосе Песудо               |  |
| Защ             | 2  | Хулио Бенитес             |  |
| Защ             | 3  | Ферран Оливелья           |  |
| Защ             | 4  | Марти Верхес              |  |
| ПЗ              | 5  | Франсиско Родригес Гарсия |  |
| ПЗ              | 6  | Сигфрид Грасия            |  |
| Нап             | 7  | Луис Кубилья              |  |
| Нап             | 8  | Шандор Кочиш              |  |
| Нап             | 9  | Кайетано Ре               |  |
| Нап             | 10 | Рамон Вильяверде          |  |
| Нап             | 11 | Антонио Кампс             |  |
| Главный тренер: |    |                           |  |
| Ладислав Кубала |    |                           |  |

### Ответный матч
| Барселона | 1:1        | Валенсия   |
| --------- | ---------- | ---------- |
| Кочиш 46′ | (протокол) | Гильот 88′ |

|                 |    |                  |  |
|                 |    |                  |  |
| Вр              | 1  | Хосе Песудо      |  |
| Защ             | 2  | Хулио Бенитес    |  |
| Защ             | 3  | Сигфрид Грасия   |  |
| Защ             | 4  | Марти Верхес     |  |
| ПЗ              | 5  | Хесус Гарай      |  |
| ПЗ              | 6  | Жозеп Фусте      |  |
| Нап             | 7  | Луис Кубилья     |  |
| Нап             | 8  | Фернан Гойвартс  |  |
| Нап             | 9  | Шандор Кочиш     |  |
| Нап             | 10 | Рамон Вильяверде |  |
| Нап             | 11 | Антонио Кампс    |  |
| Главный тренер: |    |                  |  |
| Ладислав Кубала |    |                  |  |

|                    |    |                  |  |
|                    |    |                  |  |
| Вр                 | 1  | Рикардо Самора   |  |
| Защ                | 2  | Висенте Пикер    |  |
| Защ                | 3  | Мануэль Местре   |  |
| Защ                | 4  | Хосе Састре      |  |
| ПЗ                 | 5  | Хуан Кинкосес    |  |
| ПЗ                 | 6  | Шикан Дос Сантос |  |
| Нап                | 7  | Эктор Нуньес     |  |
| Нап                | 8  | Энрике Рибельес  |  |
| Нап                | 9  | Валдо            |  |
| Нап                | 10 | Висенте Гильот   |  |
| Нап                | 11 | Нандо Йосу       |  |
| Главный тренер:    |    |                  |  |
| Алехандро Скопелли |    |                  |  |

## Лучшие бомбардиры
| № | Игрок              | Команда         | Голы |
| - | ------------------ | --------------- | ---- |
| 1 | Валдо              | Валенсия        | 9    |
| 2 | Висенте Гильот     | Валенсия        | 8    |
| = | Эваристо де Маседо | Барселона       | 8    |
| 4 | Антонио Кампс      | Эспаньол        | 7    |
| = | Эктор Нуньес       | Валенсия        | 7    |
| 6 | Шандор Кочиш       | Барселона       | 6    |
| 7 | Жорже Умберту      | Интернационале  | 5    |
| = | Джонни Фэнтам      | Шеффилд Уэнсдей | 5    |
| = | Карой Шандор       | МТК             | 5    |